# Statue-menhir de Rivière
La statue-menhir de Rivière est une statue-menhir appartenant au groupe rouergat découverte à Rivière-sur-Tarn, dans le département de l'Aveyron en France.

## Description
Elle a été découverte en 1909 par M.Raynal dans un mur près du pont de La Cresse. Son lieu de découverte est plutôt excentré par rapport à l'aire de répartition des statues du groupe. Elle correspond à la moitié supérieure d'une statue plus grande. Elle a été gravée sur un bloc d'arénite quartzeuse mesurant 0,98 m de hauteur sur  0,56 m de largeur et  0,57 m.
Les gravures sont pratiquement effacées. côté face, les seules gravures visibles sont deux jambes sans pied et une ceinture ; côté dos, le personnage porte un vêtement à plis fermé par une ceinture ornée d'un décor de chevrons.
La statue est conservée au musée Fenaille à Rodez.